# Pamunkey (rivier)
De rivier Pamunkey is een rivier in het oosten van de Verenigde Staten van Amerika in de staat Virginia. De rivier ontstaat door het samengaan van de rivieren North Anna en de South Anna op de grens van de counties Hanover en Caroline op ongeveer 8 km ten noordoosten van de stad Ashland. De rivier stroomt naar het zuidoosten en passeert het indianenreservaat Pamunkey naar West Point waar de rivier met de Mattaponi de rivier de York vormt.